# Hotel d'Orange
Het Hotel d'Orange, ook Oranje Hotel genoemd, was een hotel aan de boulevard van Scheveningen, gebouwd in 1874 naar ontwerp van Cornelis Outshoorn.
De architect Outshoorn nam in 1872 het initiatief om op de tot dan toe onontgonnen plek aan de noordkant van Scheveningen een groot hotel en huizen (villa's) te bouwen. De aanbesteding vond plaats op 21 december 1872; er werd gebouwd vanaf begin 1873 tot midden 1874. De eetzaal ging daarbij in juni al open; het hotelgedeelte rond eind juli. Het gebouw van meer dan 100 meter breed leverde 183 hotelkamers op in een pand dat in verband met de duinen overeenkomsten vertoonde met een dijkwoning.
In 1929 bood het hotel onderdak aan de Duitse gedelegeerden voor de Internationale Herstelconferentie over herstelbetalingen over de aangerichte schade tijdens de Eerste Wereldoorlog.
Nadat Nederland in 1940 bezet werd door het Duitse leger werd het nabijgelegen Huis van Bewaring overgenomen door de Duitsers. Mede omdat er Engelandvaarders en mensen uit het Nederlands verzet vast zaten, stond deze gevangenis van 1941 tot 1945 ook bekend als Oranjehotel of Oranje Hotel.
In de latere jaren van de oorlogsperiode 1940-'45 werden het hotel en de bijbehorende huizen zwaar beschadigd. De twaalf huizen werden in 1946 gesloopt.
Het hotel zelf werd begin jaren 1950 gesloopt. Hierna zijn er op de plek van van het hotel drie nieuwe appartementsgebouwen gekomen, de Oranjeflats.

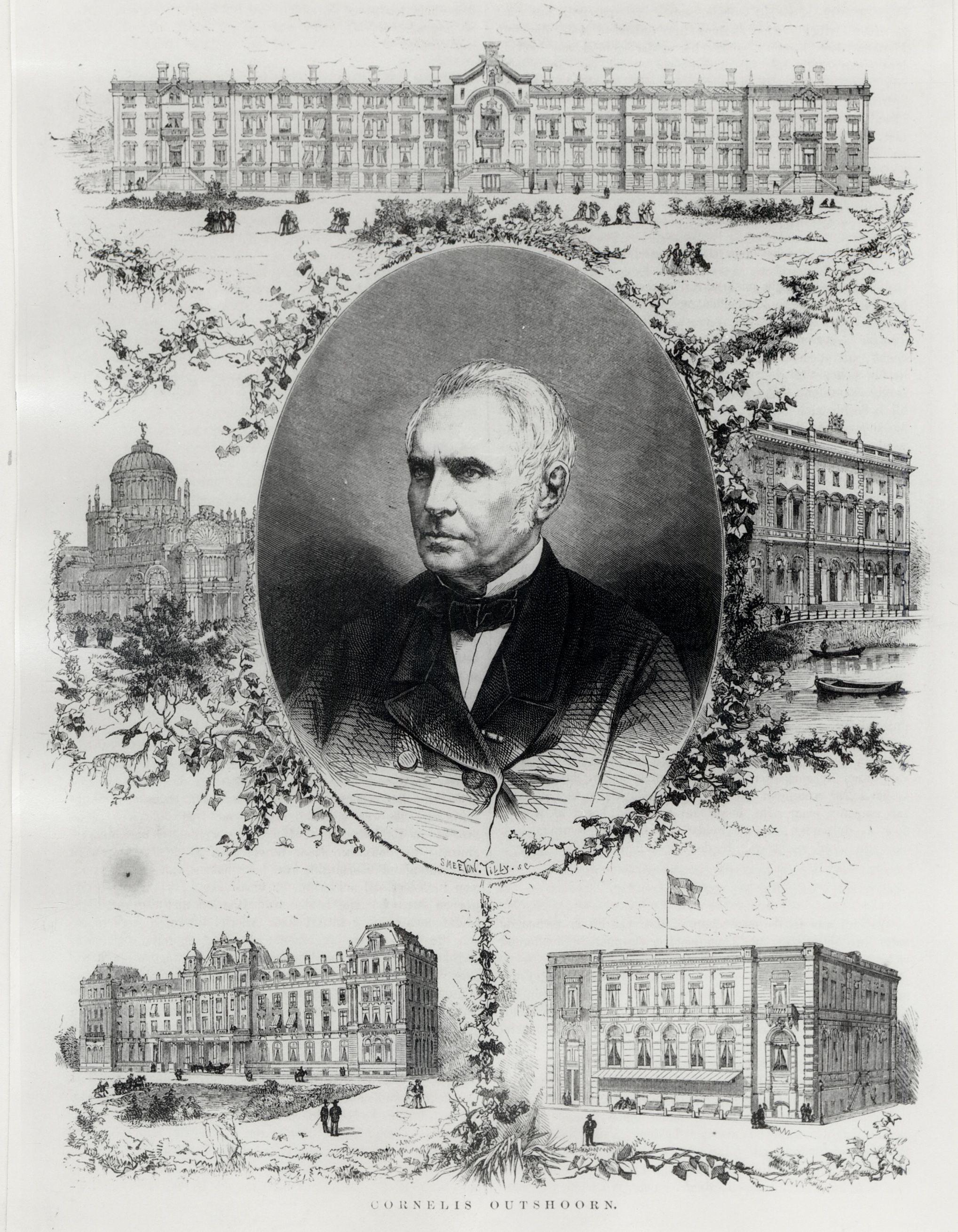
Een portret van C Outshoorn, na zijn dood in 1875 gemaakt met rondom zijn toen bekendste bouwwerken, met boven het Hotel d'Orange
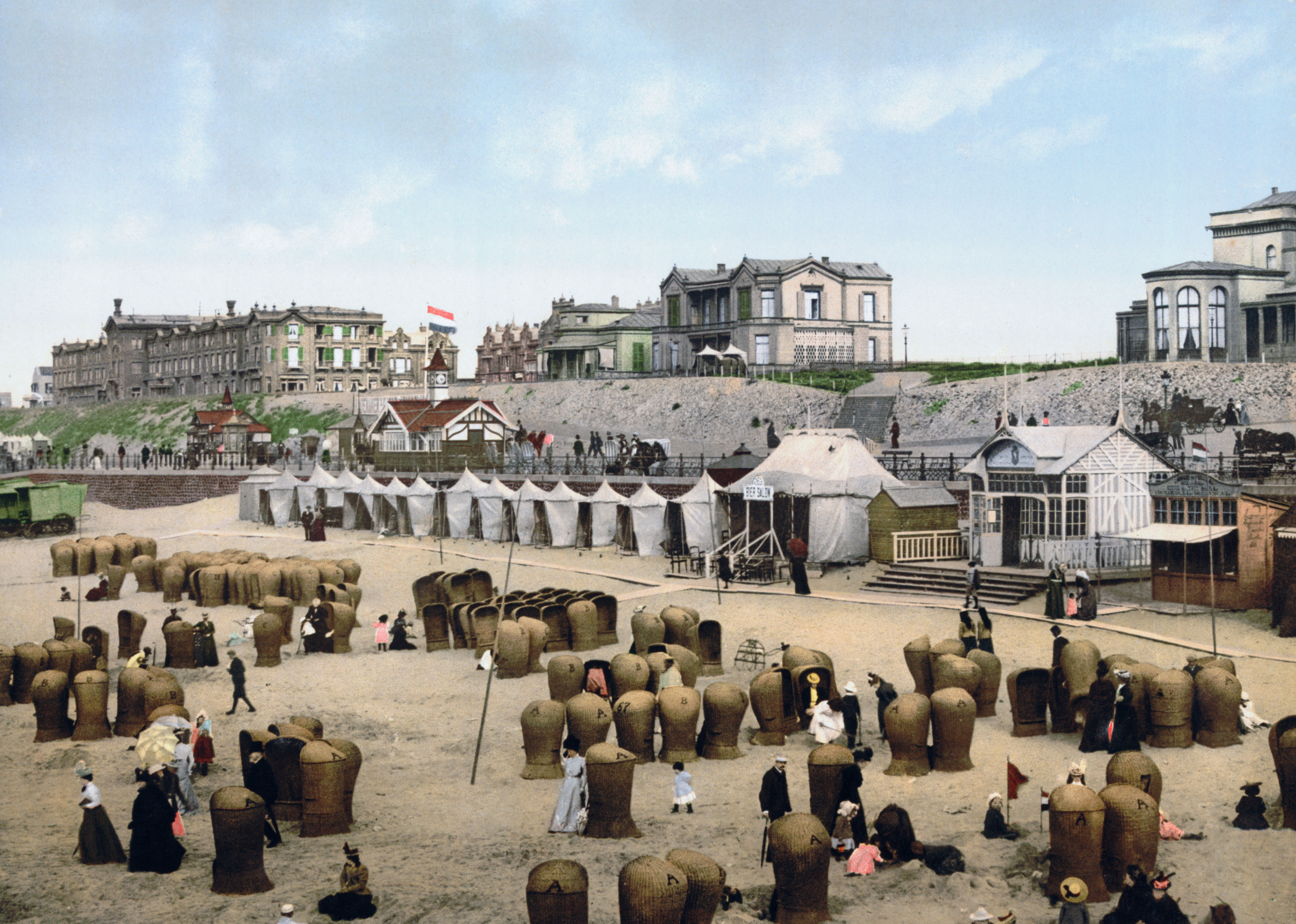
Het strand van Scheveningen, omstreeks 1900, met linksachter het Hotel d'Orange
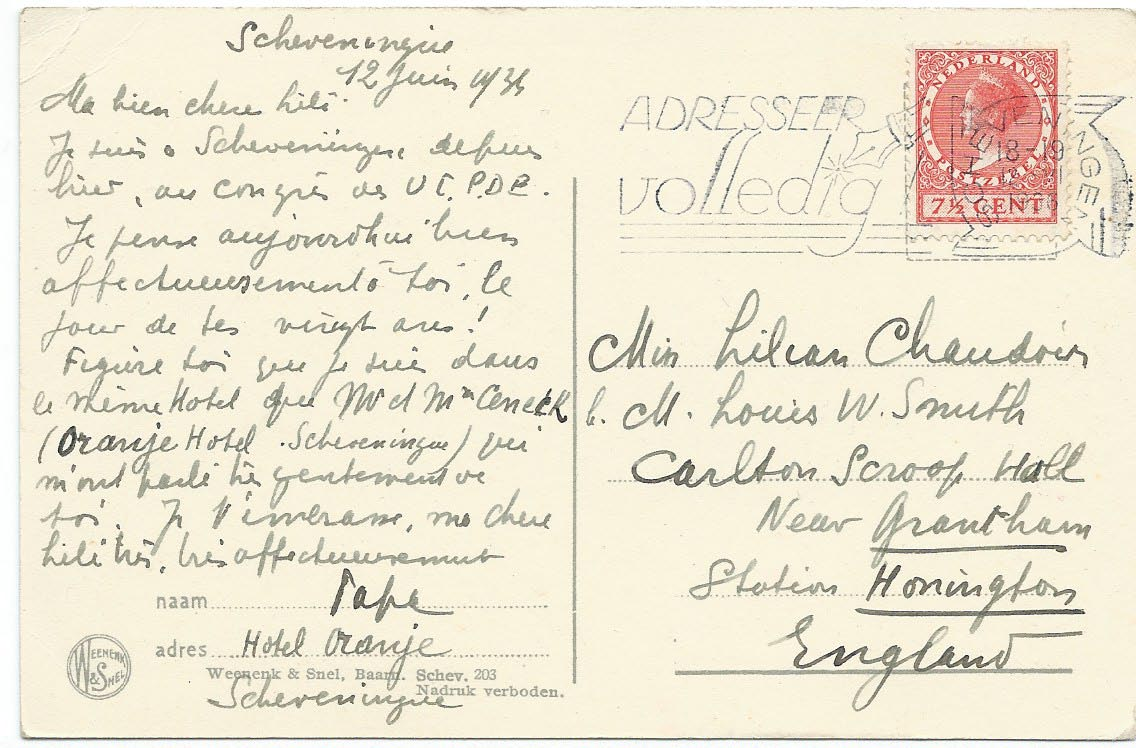
Achterkant van een briefkaart met 'Hotel Oranje' als retouradres
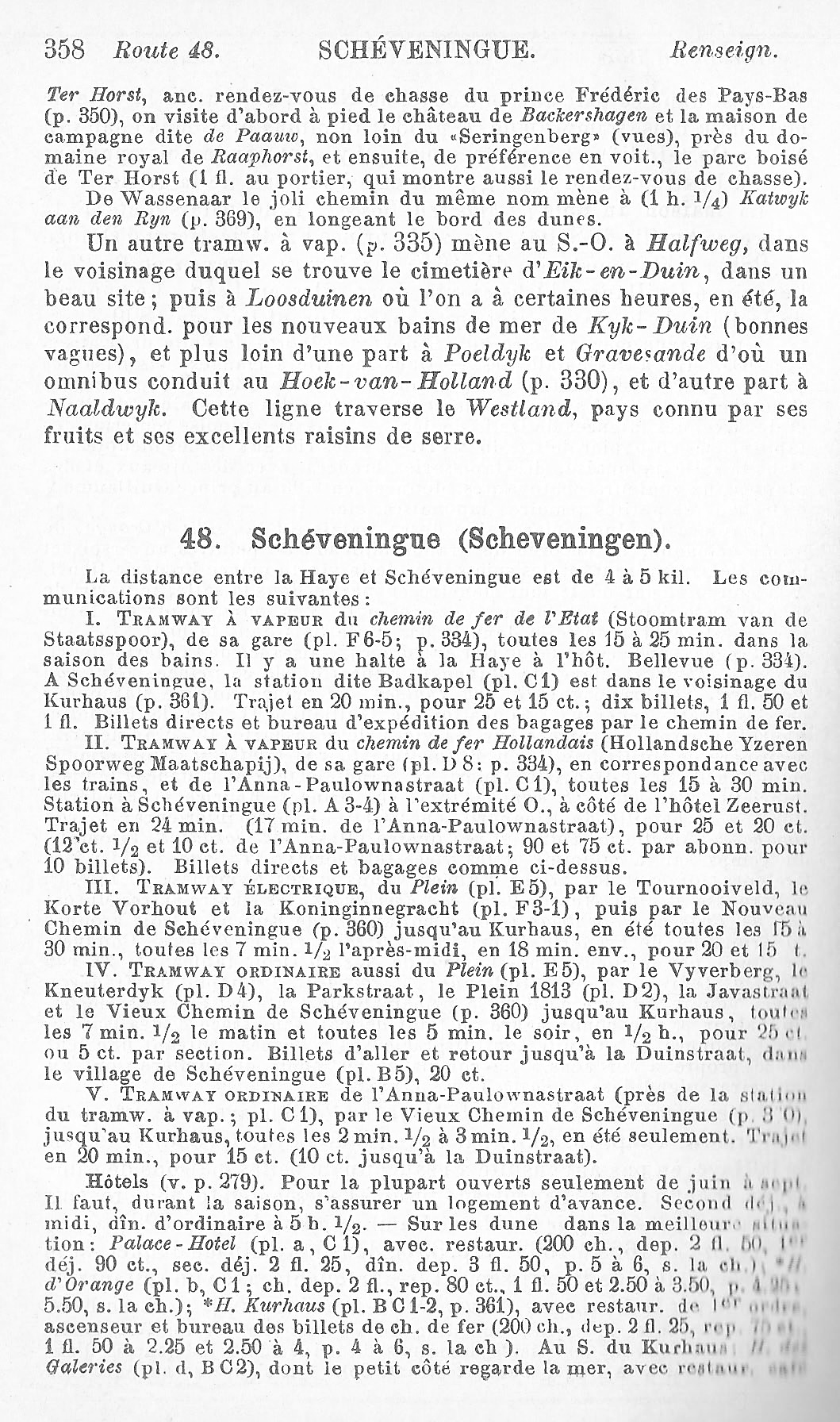
Vermelding hotel in een reisgids van 1905